# فرهنگ خراسان
فرهنگ خراسانی شامل فرهنگ مردم فارسی‌زبان، کُرد‌های خراسان، ترک‌های خراسان، بلوچ‌های خراسان و.. منطقه خراسان ایران می‌باشد‌. گستره فرهنگ خراسانی شامل استان‌های خراسان و بخش‌هایی از استان‌های سمنان و گلستان می‌باشد.

## فرهنگ خراسان جنوبی
از نظر فرهنگی خراسان جنوبی منطقه جغرافیایی پهناوری است که بخشی از قهستان تاریخی را شامل می‌شود و با تقسیمات اداری کشور متفاوت است. براساس اسناد کهن این منطقه زیستگاه یکی از اقوام آریایی نژاد به نام ساگارت بوده‌است و به دلیل وضعیت آب وهوایی واقلیمی خاص خود چندان مورد توجه وتاخت وتاز افراد بیگانه قرار نگرفته‌است و زبان ونژاد مردم این خطه کمتر دچار آمیختگی واختلاط گردیده شده‌است؛ لذا از آنجا که قومیت غالب منطقه فارس می‌باشد زبان رسمی واصلی مردم استان، فارسی است. این زبان در بیشتر نقطه شهری وروستایی با گویش متفاوت، لهجه خاص و منسوب به همان محل بیان می‌شود مانند گویش تونی یا فردوسی و گویش بیرجندی، گویش قاینی، گویش نهبندانی و… که البته این گویش‌ها با تفاوت‌هایی جزئی در واژه‌ها، جمله بندی‌ها و تاکید بر روی صداها و هجاها همراه‌است.

## جشن‌ها
1. از جمله خصوصیات فرهنگی خراسان جنوبی می‌توان به مراسم جشن کاکل وشکرگزاری درامر کشاورزی، جشن قوچ‌گذاری وکوچ در امر دامداری، جشن عید نوروز وسفره بستن ودیدوبازدید، خصوصاً مراسم برات و مراسم ماه محرم از قبیل نخل برداری، تعزیه خوانی، علم بندان وعلم گردانی، بیل زنی، مشعل گردانی، هفت منبر، سنگ زنی، کفچلزی و همچنین مراسم عروسی چنشت - سر حمومی - جشن سده - جشن چله تموز- جشن چله زمستان یلدا و جشن سده- جشن مهرگان شاره کرد. شب‌نشینی یا چراغان عموماً فقط در زمستان‌ها و پای کرسی انجام می‌شده که به آن چراغوو (چراغان) یا شب چراغ می‌گفته‌اند. چند خانواده برای شب‌نشینی و فصه و داستان و گفتگو با هم قرار می‌گذاشته و به خانه فرد مشخصی می‌رفته‌اند. چراغانی نوبتی و گردشی بوده‌است شب چله، یکی از جشن‌های سنتی ایرانیان در اوایل زمستان است که نقش کرسی در جمع کردن اعضای خانواده به دور گرمای آن مشهود بوده‌است.

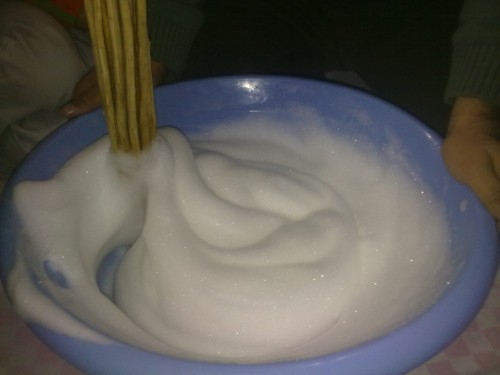
کف زنی یا بیخ زنی در شب چله درزیبد.

مراسم شب چله یا یلدا معمولاً با چراغونی همراه بوده‌است از آنجا که هر میهمانی برای رفتن به شب‌نشینی، چراغی را همراه خود می‌برده و به‌دلیل فراوانی چراغ‌ها عبارت چهل چراغ که نشانه کثرت است بکار می‌بردند.ویدئو در یوتیوبیکی از سنتهای مهم برگزاری مراسم سرحمومی در شب چله بوده‌است. سرحمومی مراسمی است که داماد در حمام عمومی مردانه و عروس در حمام زنانه طی مراسم با شکوهی به حمام می‌بردند و با رقص و پایکوبی و چوب بازی مراسم حنا بندان بعد از شستن و کیسه کشی داماد انجام می‌دادند و در مراسم حنا بدان آواز امشب حنا می‌بندیم… بر دست و پا می‌بندیم … را به صورت گروهی می‌خواندند. و در پایان لباس نو بر عروس و داماد و اقوام نزدیک آن‌ها می‌پوشیدند این مراسم گاهی تا سحر طول می‌کشید و مقدمه مراسم عروسی در روز بعد بود. افراد دعوت شده در صحن حمام جمع می‌شدند اما جوانان و افراد غیر مدعو تا پایان مراسم در بیرون از حمام جمع می‌شدندو شوخی و بازی سیاه بازی و انتر بازی درمی‌آوردند. هدیه دادن داماد برای نامزدش نیز یک امر اجباری بوده‌است در این شب به داماد این امتیاز بزرگ داده می‌شد که با بردن هدیه برای نامزدش شب در خانه با او در یک اتاق و دوتایی بخوابد. داماد تا قبل از شب زفاف فقط در مناسبتهای خاص و از جمله شب چله مجاز به خوابیدن با نامزدش بوده‌است که به آن نامزد بازی می‌گفتند. کف زدن از سنتهای قدیمی در جنوب خراسان است ریشه درخچه بیخ را درآب خیسانده و پس از چند بار جوشاندن، در ظرف بزرگ سفالی به نام «تغار» می‌ریزند. و با دسته‌ای از چوب‌های نازک درخت انار به نام «دسته گز» مایع مزبور را برای ساعت‌ها هم می‌زنند تا به صورت کف سفت درآید و این کار باید در محیط سرد صورت گیرد تا مایع مزبور کف و سپس سفت شودو آنگاه با شیره انگور یا شکر مخلوط شود خشک شده آن مانند گز اصفهان می‌شود.

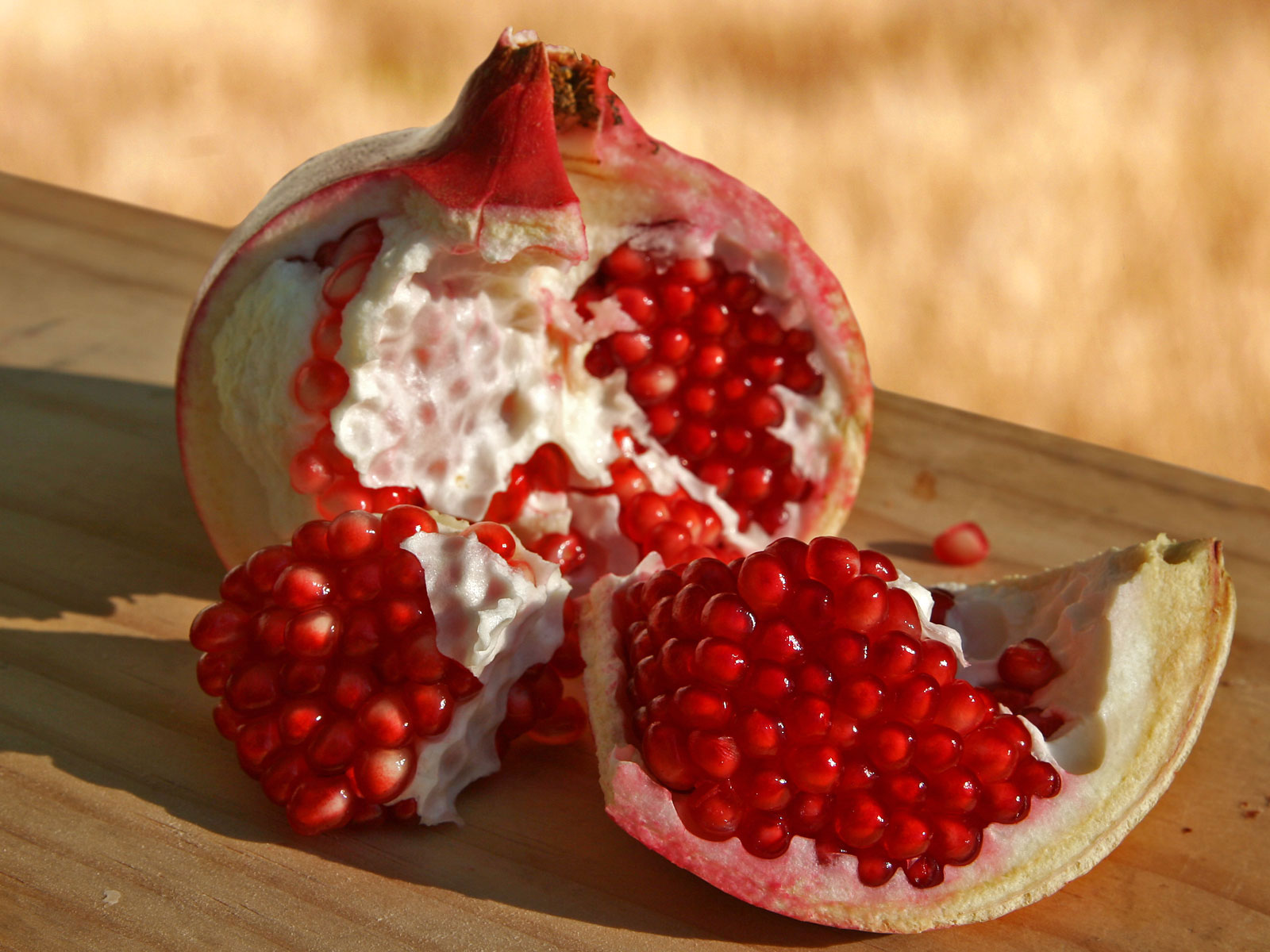
انار شب چله

## بازی‌های خراسان
بازى‌هاى خراسان عبارتند از:آب پشتک‌بازي، آفتاب مهتاب، آقا آقا ازچنه، ارنگ‌ارنگ، از گلاچى گل، استاد سه‌پايه، اشترکجا، پيشتر بيا، اِشرَت کجاست، اطلّو ماطلّو، الک دولک، اُوسَنَه بُلبُلُدم، بلوبلو، پادشا وزيلک، تپ‌تپ خمير، تخم‌مرغ بازي، تسمه‌تسمه، تُشله‌بازي، توپ زنجير پله، چشم بسته، چوب‌بازي، خانه‌نشان، خَردُرنه، خَرِسوز، دال بازي، دانه شفتالوبازي، دوزبازي، دوشودوشو، ذوقى‌ذوقي، رهارها، سناچ، سنگ‌سنگ چليپا، سنگ‌ و پنجشير بگير پلنگ اومد، شيطانک‌بازي، على‌لمبک، عمو زنجيرباف، قايم موشک، کبد بِدي، کلاه‌بازي، کوکوخراب، کيه کيه در مى‌زنه؟، گرگم به هوا، گرگم و گله مى‌برم، گوکِ کُر، لحاف‌بازي، مُجل، مات‌ماتو، هرنگ‌هرنگ و ..

## غذاها
غذاهای محلی استان که اغلب از مواد در دسترس ومتناسب با شرایط آب وهوایی تهیه می‌شوند که عبارتند از:

### انواع آش
آش جوش پره، آش لخشک، آش بلغور ترش، قلیه آش، ِآش بلغورشیر، آش انار، آش آماج، آش گوشواره، آش بورش، آش دوغه، آش قیمه

### انواع آبگوشت
آبگوشت بزباش، آبگوشت‌کشک، آبگوشت گندم و آبگوشت بلغور

### انواع اشکنه
اشکنه خنجک، اشکنه زرشک، اشکنه تخم مرغی، اشکنه‌غوروتی، اشکنه اوجِز، اشکنه گوجه، اشکنه سیب زمینی، اشکنه آرد بریون، قلور تروش. 

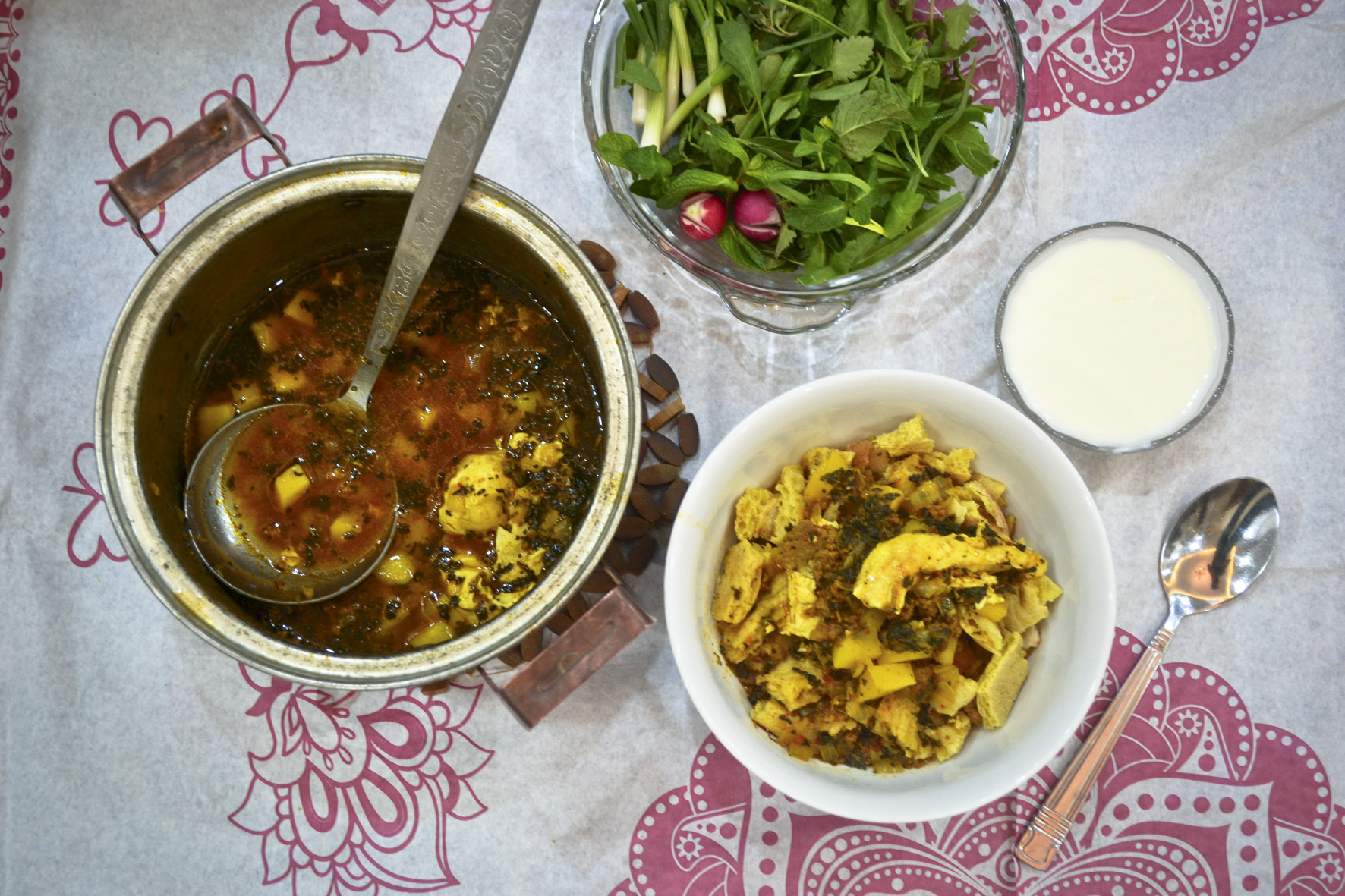
اشکنه اوجز که شامل پیاز داغ با روغن حیوانی، سیب زمینی، گوجه فرنگی (یا رب آن) و یک یا چند نوع سبزی معطر نظیر پونه و مرزه است. گاهی در طبخ آن از قرمه گوشت گوسفند یا تخم‌مرغ نیز استفاده می‌کنند. وقتی آب روی روغن داغ می‌ریزند، جز جز می‌کند و به این‌سبب اشکنهٔ اوجز گویند.

### انواع خوراک
بلغور- بلغور پلو- حلیم - خوراک‌بامیه، خوراک کدوچه بانان برنجی، خوراک سیب و کدوچه، پوره عدس، دوغ گرم، سوپ ذرت، کباب نارنجکی، قاتقاب، پولانی، کم جوش، آماج، چغندر، دنی، قیسی، جوش واره، فله، حلیم، ارزه پلو، پلو زیره، رشته پلو

### انواع خورش
خورش کنگر، خورش گوجه فرنگی، خورش بامیه، خورش کدو حلوایی

### انواع نان
نان پنیر، نان پستانی، نان سرموکی، نام سبزی، نان جزغاله، نان قلیه (قیمه) نان خشکی، نان ته تغاری، نان جوین، نان کوله، نان روغن جوش، نان کماچ، نان جان‌جانی، نان گاورسی، نان سمنو، نان شلغمی، نان تاتران، نان سمبه، نان قلفی

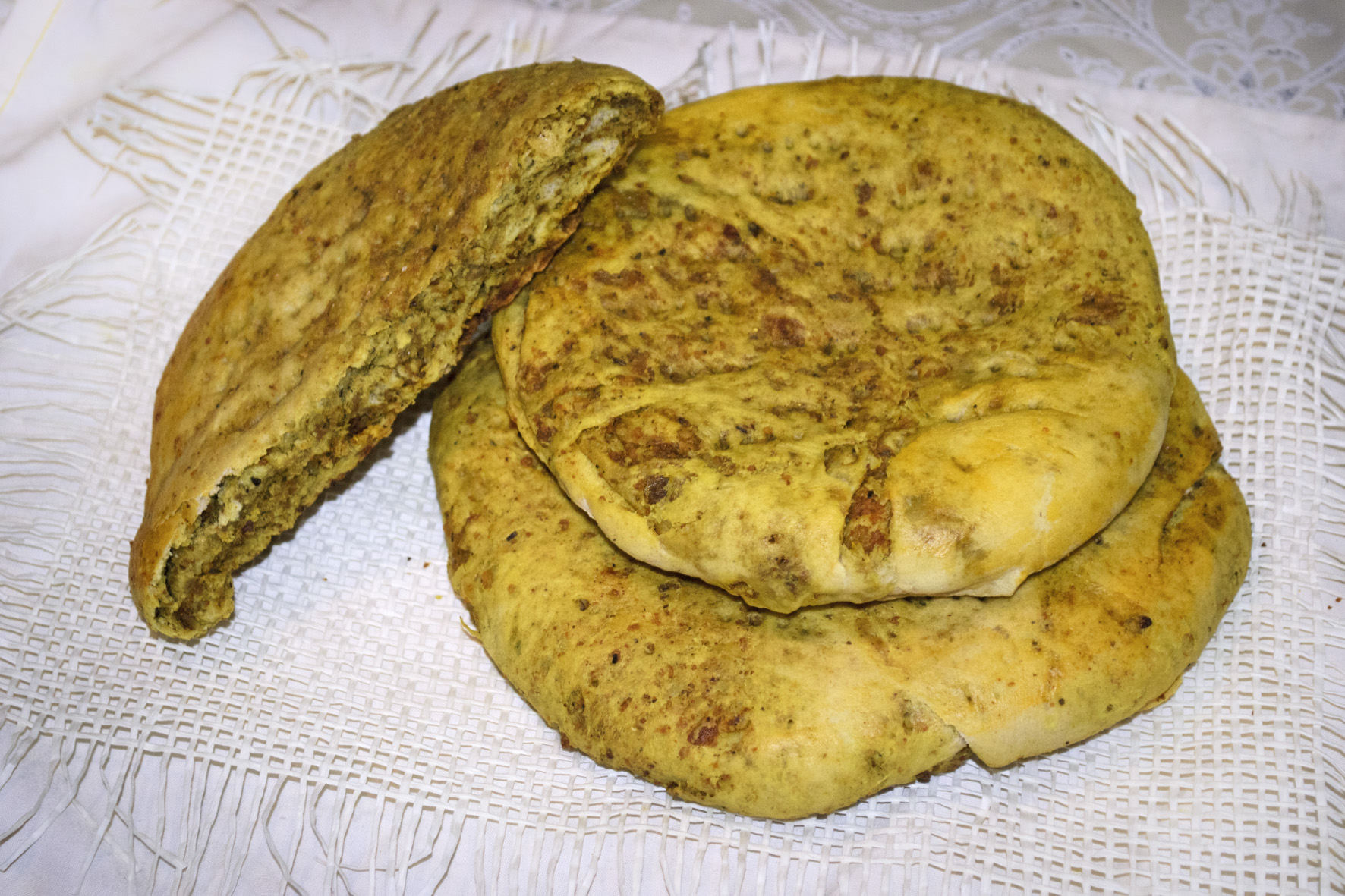
نان جزغاله

## پوشاک
از پوشاک خانم‌ها می‌توان به چارقد، دستمال، روبند، کلوته، کوسه، عرقچین، پیراهن یا پهره، دالاق، شلیته، شلواریل، چادر، کفش تبلک دار، گرجی، گالش، کفش سوز و… اشاره داشت که البته از میان آن‌ها پوشاک چنشت ویژگی‌های خاص ومنحصربه‌فردی دارد که با تغییرات اندکی هنوز استفاده می‌شود. برخی زیور آلات خانم‌ها نیز می‌توان:النگو، جقه، چوری، خفتی، ملیله، منجق، انگشتر، ایاره، بازوبند، منات، خلخال، تاج سر، شستی، گشواره و منگلی را نام برد.

### سرپوش
- کلاه نمد: جنس آن از نمد و بغل‌های آن لبه‌دار است.
- شب کلاه: جنس آن از کرک و پشم و به رنگ‌های سفید و سیاه است. در بیرجند درست می‌شد و روی آن مندیل می‌بستند.
- مندیل: شالی سفید یا سیاه است که طول آن حدود پنجاه سانتی‌متر و جنس آن از قمیس است.
- کلاه دوره‌دار: دور تا دور آن لبه دارد و از جنس پشم است.
- کلاه پهلوی یا شاهپوری: جلوی آن لبه گرد دارد و بیش‌تر به رنگ‌های تیره است. این کلاه را بیش‌تر جوانان بر سر می‌گذارند.
- کلاه قرص: از کلاه پهلوی کمی تنگ‌تر است و در روستای چنشت به دور تا دور آن تسبیح و مهره آویزان می‌کنند.
- عرقچین: شبیه عرقچین امروزی است، ولی اطراف آن را گل‌دوزی می‌کردند و پر از نقش و نگار بود.
- کلاه ترمه: جنس آن از ابریشم قرمز بود و دور آن شیرازه داشت. این کلاه را طبقه اعیان به سر می‌گذاشتند.
- گردن‌پیچ یا لنگته: مانند شال بود و آن را به گردن می‌بندند. جنس آن از کرک است.

### تن‌پوش
- جلیغه: بدون آستین و جلوی آن باز و دکمه‌دار است. پشت جلیغه از پارچة آستری است.
- پیراهن: جنس آن از کرباس و به رنگ‌های سفید، تیره و خاکستری است. پیراهن بدون یقه و جلوی آن بسته‌است و فقط بالای آن دو یا سه دکمه دارد. بعضی اوقات دکمه بالای آن را در بغل گردن می‌گذاشتند.
- قمیس: از پیراهن بلندتر و از دو پهلو باز است. تا زیر زانو را می‌پوشاند و به آن لباس افغانی هم می‌گویند.
- لباده: از روی شانه تا زیر زانو را می‌پوشاند و جلوی آن باز است و سه یا چهار دکمه دارد. جنس آن از کرک و بیش‌تر به رنگ خاکی است.
- نیم تنه: مانند کت‌های امروزی و بیش‌تر به رنگ‌های تیره است.
- انخالق: نوعی کت بلند است.
- پالتو: لباس زمستانی است. جنس آن از پشم و بیش‌تر به رنگ‌های سبز، کبود و آبی است.
- شلوار (تمبان): جنس آن از کرباس و رنگ‌های آن متفاوت و پاچه‌های آن گشاد است. به آن شلوار گشاد، بیژامه، لباس افغانی و شلوار دو لنگه نیز می‌گویند. شلوار دو لنگه از شلوار عادی خیلی گشادتر است.
- قارت (جقه)/: شبیه کت ولی آستین‌ها و قد آن از کت بلندتر است. جنس جقه از پشم است.
- قبا: بدون یقه و بیش‌تر به رنگ‌های سبز و قهوه‌ای است. از روی دوش تا زیر زانو را می‌پوشاند. سر آستین آن دکمه‌دار و جلوی آن دو یا سه دکمه دارد و بقیه آن باز است.
- سینه بند: شبیه جلیغه ولی جلوی آن بسته‌است.
- مچ پیچ: جنس آن از پارچه است و مردان آن را به مچ دستشان می‌بستند.

### پاپوش
- گیوه
- کفش ساده
- ارسی
- گولی
- پوتین
- کفش چوبی
- کفش پونار
- کفش چارق
- کفش چپت
- کفش تخت آجی است.

این کفش‌ها در محل ساخته می‌شود و برخی نمونه‌های آن هنوز در روستاها متداول است.

## موسیقی
موسیقی در مناطق مختلف استان خراسان به یکدیگر بسیار شبیه‌اند. اما با این شباهت موسیقی خراسان دسته های مختلفی دارد‌.
موسیقی خراسان را می‌توان به دو دسته تقسیم کرد: موسیقی شمال خراسان (قوچان و درگز) و موسیقی شرق و جنوب خراسان (تربت جام، خواف و تایباد). بودن کردها، ترک‌ها و ترکمن‌ها، دامنه‌ی وسیعی در اجرای آهنگ‌های خنیاگران شمال خراسان پدید آورده است؛ به چند زبان می‌خوانند (فارسی، ترکی قوچانی و ترکمنی درگزی، کردی کُرمانجی) و به سبک‌های گوناگون موسیقی آشنایی دارند. این فرهنگ چند وجهی از دیرزمان، یکی از جنبه‌های مهم فرهنگ و هنر ایران به شمار می‌آید.
م 
موسیقی خراسان تاریخ و سیر کهن و طولانی دارد و صحبت از آن می تواند خود چندین جلد کتاب باشد، اما در یک نگاه کلی می توان موسیقی خراسانی مقامی را در 4 بخش مختلف تقسیم بندی کرد: موسیقی مقامی کرمانجی، موسیقی مقامی ترکی، موسیقی مقامی ترکمنی، موسیقی فارسی. 
خاستگاه موسیقی سنتی نواحی خراسان برای مردم ناشناخته مانده است. گویی به صورت خودجوش و فولکلوریک از دل اهالی این خطه برآمده است. طبق شواهد موجود، این موسیقی محلی از قدیم وجود داشته و توسط نیاکان خراسانی ها از استادان به شاگردان منتقل شده است. انتقال نسل به نسل این هنر به آن غنای چشمگیری بخشیده و جایگاه ویژه ای یافته است. در گذشته خوانندگان موسیقی بخشی های خراسان عمدتاً کشاورز بودند. در اصل، این آهنگ توسط مردان هنگام کار در مزرعه یا در فواصل استراحت به دلایل مختلف خوانده می شد.

سازهای جنوب شرق خراسان (تربت جامی و تایبادی) و آوازهای محلی با نی ویژگی موسیقی محلی در حرکات ریتمیک و نمایشی است وچوب بازی یکی از هنرهای وابسته به رقص است که ویژگی خاص خود را دارد. خراسان جنوبی دارای زیباترین ولطیف‌ترین ترانه‌ها، آوازهاوحماسی‌ترین رقص هاوآهنگ‌های‌سازی آوازی است که کم‌نظیر می‌باشد. رقم‌های پنج ضربی وسه تایی متداول در منطقه ویژگی خودش را دارد که در دیگر نقاط استان مرسوم نیست. از جمله سازهای محلی که مورد استفاده قرار می‌گیرند عبارتند از: دهل، سرنا، دایره ونی که معمولاً توسط خود نوازندگان ساخته می‌شود. برخی قطعات موسیقی ویژه رقص‌های محلی در این منطقه عبارتند از: اصیل، ناره ناره، چنشتی، چپ وراست، شیرجه، احوال، سه ضرب.

## گاهشمار خراسان
روستاییان و کهنسالان شهری رویدادها، اخبار، زمان کاشت، داشت و برداشت محصول خود را به ماه‌های قدیمی مانند قوس، عقرب، سنبله، میزان، حوت و.. می‌سنجند. در تقویم محلی منطقه به اول عید، نوروز می‌گویند. در فصل بهار روزها را بر مبنای بارش تقسیم‌بندی می‌کنند. به هر شش، ده یا  یک شیشه می‌گویند و بر این باورند که در هر شیشه یک بار، بارندگی می‌شود. در تقویم محلی بیرجند «چله بزرگ» یا چله تموز تابستان از اول تیر ماه شروع می‌شود و تا دهم مرداد ماه ادامه می‌یابد و چله خرد تابستان از دهم مرداد شروع و تا سی‌ام این ماه ادامه دارد. از اول تیر ماه تا دهم مرداد ماه را «چله تموز»، از دهم مرداد ماه تا آخر این ماه را «چله خرد»، از اول دی‌ماه تا دهم بهمن ماه را «چله کلو»، از دهم بهمن ماه تا آخر این ماه را «چله خرد زمستو» می‌گویند.